# Adam Frans van der Meulen
Adam Frans van der Meulen  (11 de janeiro, 1632 - 15 de Outubro, 1690) foi um pintor do Barroco flamengo especialista em cenas de batalha. Trabalhou primeiro em Bruxelas, onde foi aluno de Pieter Snayers, e depois em Paris.
Trabalhou em serviço de Luís XIV de França com o cargo de pintor de suas batalhas, vitórias, novas posses e retratos. Ele foi fundamental na construção da imagem propagandística do Rei francês como 'O Rei Sol'. Suas cenas de batalhas tiveram uma importante influência no desenvolvimento do gênero de pinturas militares na França.

## Vida
Adam Frans van der Meulen nasceu em Bruxelas, onde foi batizado em 11 de Janeiro de 1632. Ele era o mais velho dos sete filhos de Pieter van der Meulen e sua segunda esposa Maria van Steenwegen. Seu pai foi um notário respeitado. Entrou para a guilda de pintores de Bruxelas, em 5 de Março de 1651. Van der Meulen foi o pupilo do pintor belga Pieter Snayers. Snayers era um pintor da Antuérpia que tinha se mudado para Bruxelas para trabalhar para a corte. Ele era especializado em pinturas de batalhas, ataques contra comboios e civis e cenas de caça.

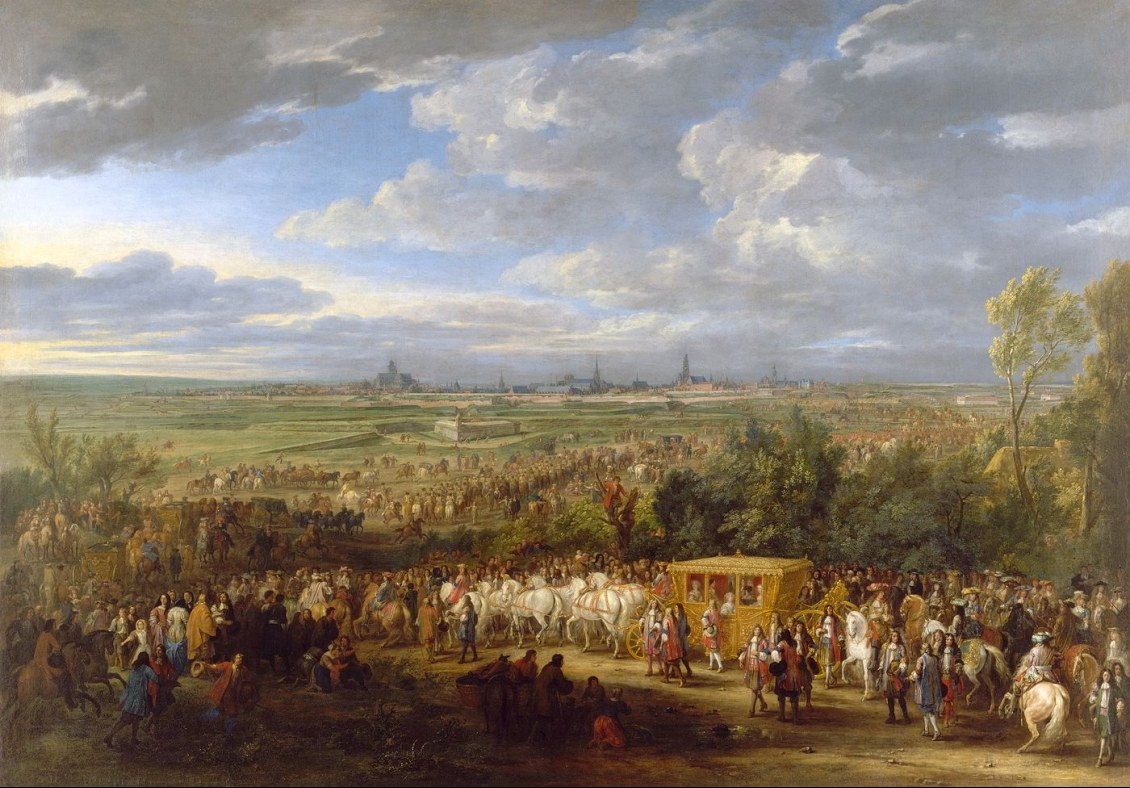
A entrada do rei Luís XIV e da rainha Maria-Theresa em Arras em 30 de julho de 1667

Os primeiros trabalhos de Van der Meulen lidavam com os mesmos temas centrais de seu mestre Snayers, particularmente conflitos de cavalarias. Ele era conhecido por retratar membros da corte montando em seus cavalos. Sua reputação por esse tipo de cena, além de sua habilidade em pintar cavalos, alcançam a França. Isso leva o artista a ser chamado para Paris, onde ele começa a prestar serviços para Luís XIV em 1 de Abril de 1664.  É acreditado que Jean-Baptiste Colbert, o poderoso superintendente de Edifícios, Artes e Manufatura e posteriormente Ministro de Finanças estava por trás do encontro real com van der Meulen. Colbert tinha sido carregado de imortalizar o sucesso militar de Luís XIV. Para atingir esse propósito propagandistíco, ele teve a ideia de criar uma série de tapeçarias que mostrariam os feitos heróicos do Rei.
O pintor da corte Charles Le Brun tinha sido colocado no comando da manufatuReira Gobelins, a fábrica de tapeçaria real reçem criada em 1663, e foi oficialmente apontado como seu diretor em 8 de Março de 1663. Para realizar o projeto de Colbert da série de tapeçarias sobre as campanhas militares do Rei, Le Brun buscou cercar-se com um time de pintores que seriam capazes de traduzir suas ideias em tapeçarias, e van der Meulen foi recrutado para ajudar Le Brun no projeto.  As habilidades variadas de van der Meulen eram particularmente apreciadas para esse propósito. Sua reputação como um habilidoso pintor de cavalos foi citada como uma das razões para ele ter sido solicitado para trabalhar na França.

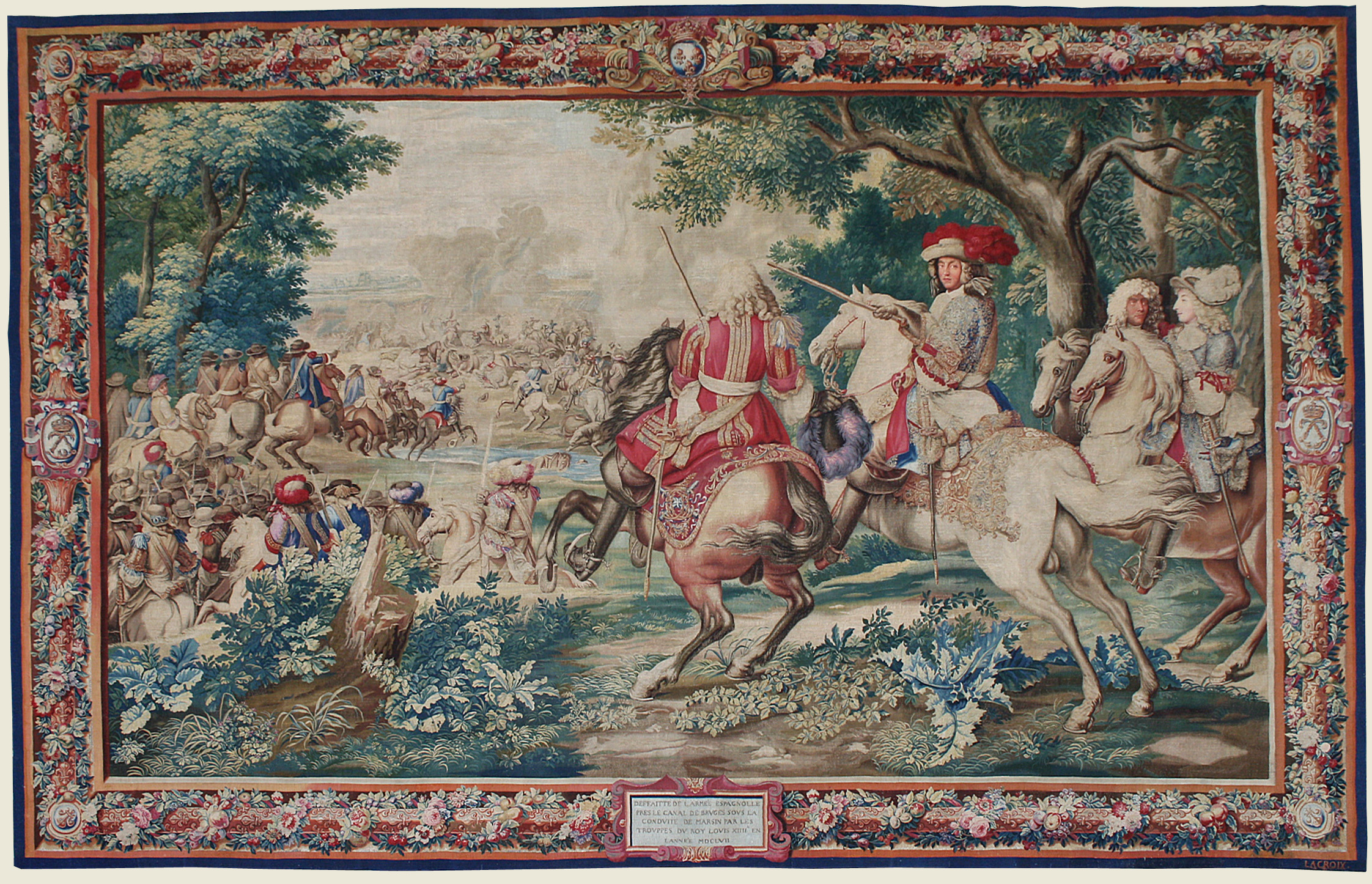
A derrota do Conde de Marsin

Van der Meulen foi envolvido no design de várias séries de tapeçarias. Seu primeiro trabalho foi na série A História do Rei na qual ele foi responsável por criar as cenas de conquistas militares. Como o trabalho de design envolvia muitos trabalhos, van der Meulen convidou outros artistas flamengos para ajudar-lo em seus designs. O artista de paisagem Adriaen Frans Boudewijns entrou, em 1666, em um contrato de 3 anos para trabalhar em serviço de Adam Frans van der Meulen. Quando van der Meulen trabalhou no design de 12 gobelins para Luís XIV representando os meses, van der Meuer executou as figuras menores e parte da paisagem, enquanto o resto da paisagem foi completado por Boudewijns e Abraham Genoels, outro pintor flamengo ativo em Paris. Enquanto em Paris, Boudewijns também gravou muitas composições de van der Meulen. Em 1668 van der Meulen trabalhou em uma série de tapeçarias chamado 'Maison Royales' (Residências Reais) descrevendo os vários palácios do Rei.
A carreira de van der Meulen na França decolou rapidámente. Seus salários anuais na fábrica Gobelins eram aumentados regularmente e ele foi um de seus artistas mais bem pagos em 1666. Ele acompanhou Luís XIV durante sua campanha por Flandres na Guerra da Devolução. Ele fez desenhos de várias cidades, incluindo Turnhout, Courtrai, Oudenaarde, Aalst e Lille. Suas obras durante a campanha de Flandres agradaram tanto ao Rei que ele o mandou acompanhá-lo em todas as expedições bélicas. Ele acompanhou o Grande Condé durante sua campanha por Borgonha-Franco-Condado.

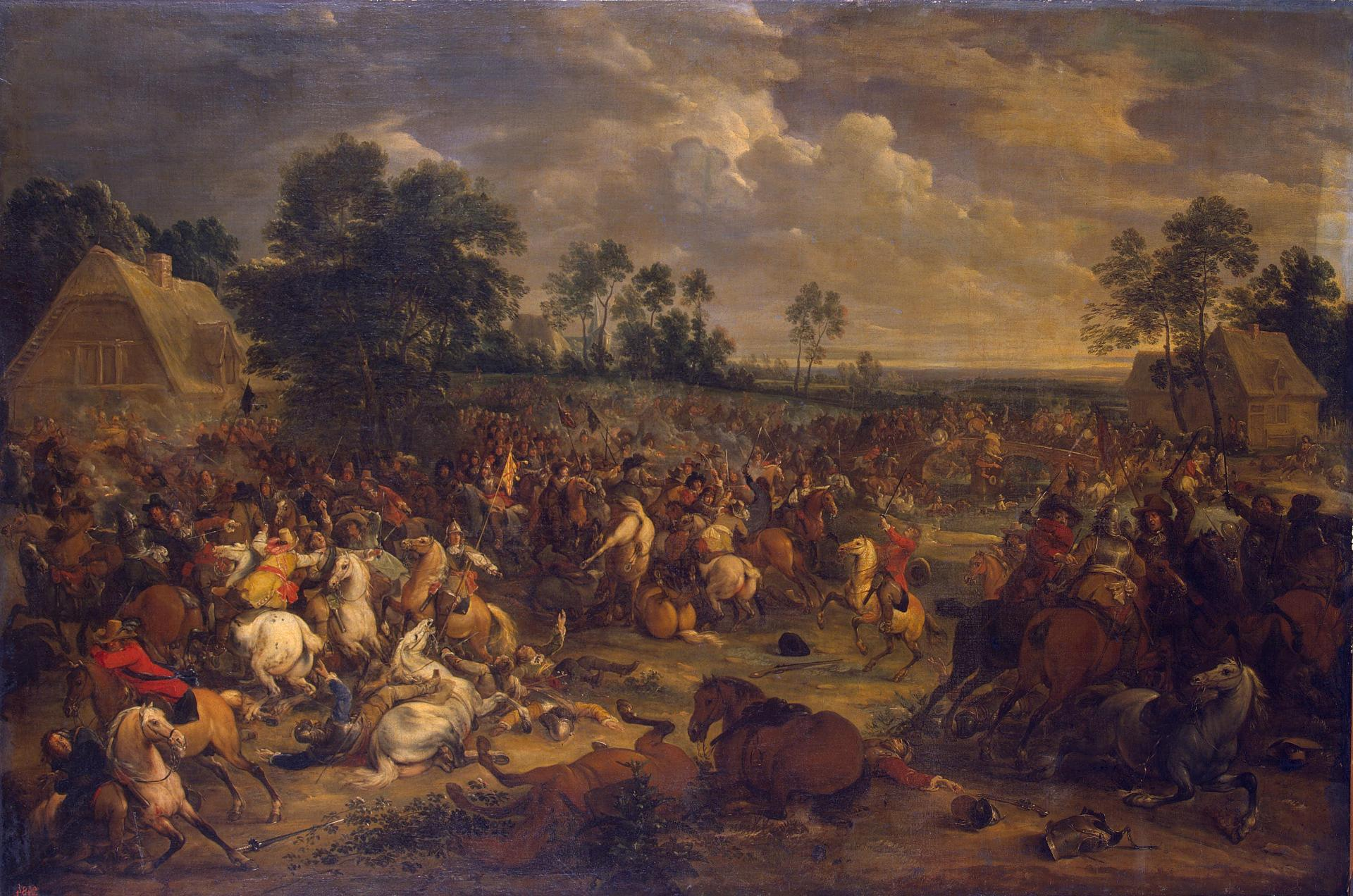
Cena de batalha, 1657

Em 1669 ele obteve o privilégio real de ter seus trabalhos gravados. Ele foi apontado peintre ordinaire du Roy (pintor oridinário para o Rei) em 1673.  No mesmo ano ele entrou para a Academia Real de Pintura e Escultura sem ter que submeter uma peça de recepção, como comunmente acontecia. Ele alcançou o grau de conselheiro da Academia em 1681 e o de conselheiro principal em 1688.
Van der Meulen realizou um total de nove viagens para documentar as campanhas militares do Rei Luís XIV. Ele gozava de todo tipo de instalações em seu trabalho: tinha seu próprio tReinador, comia as refeições junto com os oficiais e tinha um assistente chamado Jean Paul, que o ajudou com os desenhos. Esse artista assistente manteve-se não identificado e era chamado por van der Meulen como 'mon homme' (meu homem) sem outras especificações. Van der Meulen acompanhou Luís XIV  durante a Guerra Franco-Holandesa em 1673 na companhia de um assistente não identificado com o primeiro nome Jean Paul. Os dois artistas fizeram desenhos de cerca de 32 cidades que foram conquistadas pelos franceses durante a campanha. Mais tarde ele também fez desenhos de Blois, Amboise e Chambord, na França. Também trabalhou em Maastrich em 1674 e em Flandres entre Abril de 1676 e 1677.

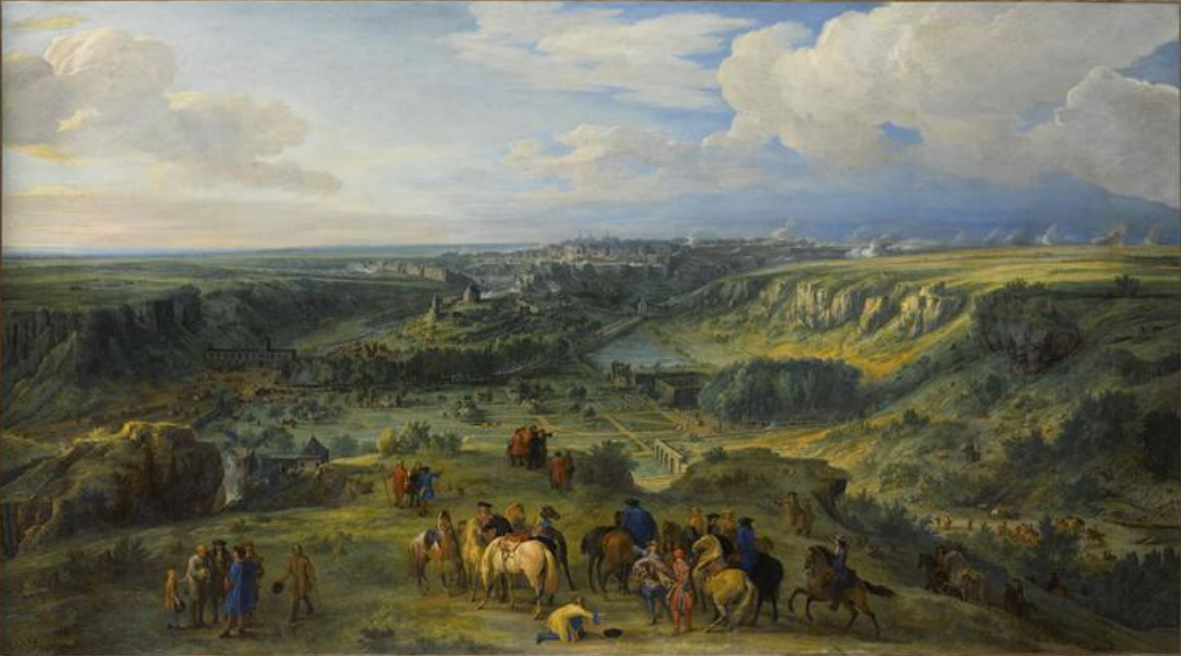
Vista da Cidade do Luxemburgo a partir dos banhos de Mansfeld (tomada em 3 de junho de 1684)

Em 1679 ele recebeu uma encomenda para pintar os novos territórios franceses, que foram alocados depois dos Tratados de Nimega. Durante essa viagem ele conheceu o pintor flamengo de paisagens Cornelis Huysmans perto de Dinant. Ele tentou convencer Huysmans para se juntar a ele em Paris como designer na Manufacture Nationale des Gobelins mas Huysmans recusou. Mais tarde nesse ano ele esteve em Dinant e nos anos de 1681 e 1682 ele esteve em Estrasburgo onde ele desenhou as novas possessões francesas de Estrasburgo e Lorena.
Van der Meulen tinha se casado com Catharine Huseweel antes de mudar para a França. O casal teve vários filhos. Um dele, Louis, nasceu em 20 de Março de 1669 e foi batizado em 27 de Março de 1669 nas capelas do Palácio das Tulherias, e teve o Rei Luís XIV como padrinho e Ana Maria Luíse de Orleães, Duquesa de Montpensier como madrinha. Sua primeira esposa morreu em Janeiro de 1677. Em 22 de Março de 1679 ele assinou um contrato de casamento com Catherine Lobry, filha de um capitão da guarda do Conde Bassigni. Ela faleceu rapidámente, em 4 de Outubro de 1689. Em 12 de Janeiro de 1681 casou-se com Marie de Bye, prima de Charles Le Brun de 20 anos de idade. O casal teve várias crianças sendo que uma delas nasceu postumamente.

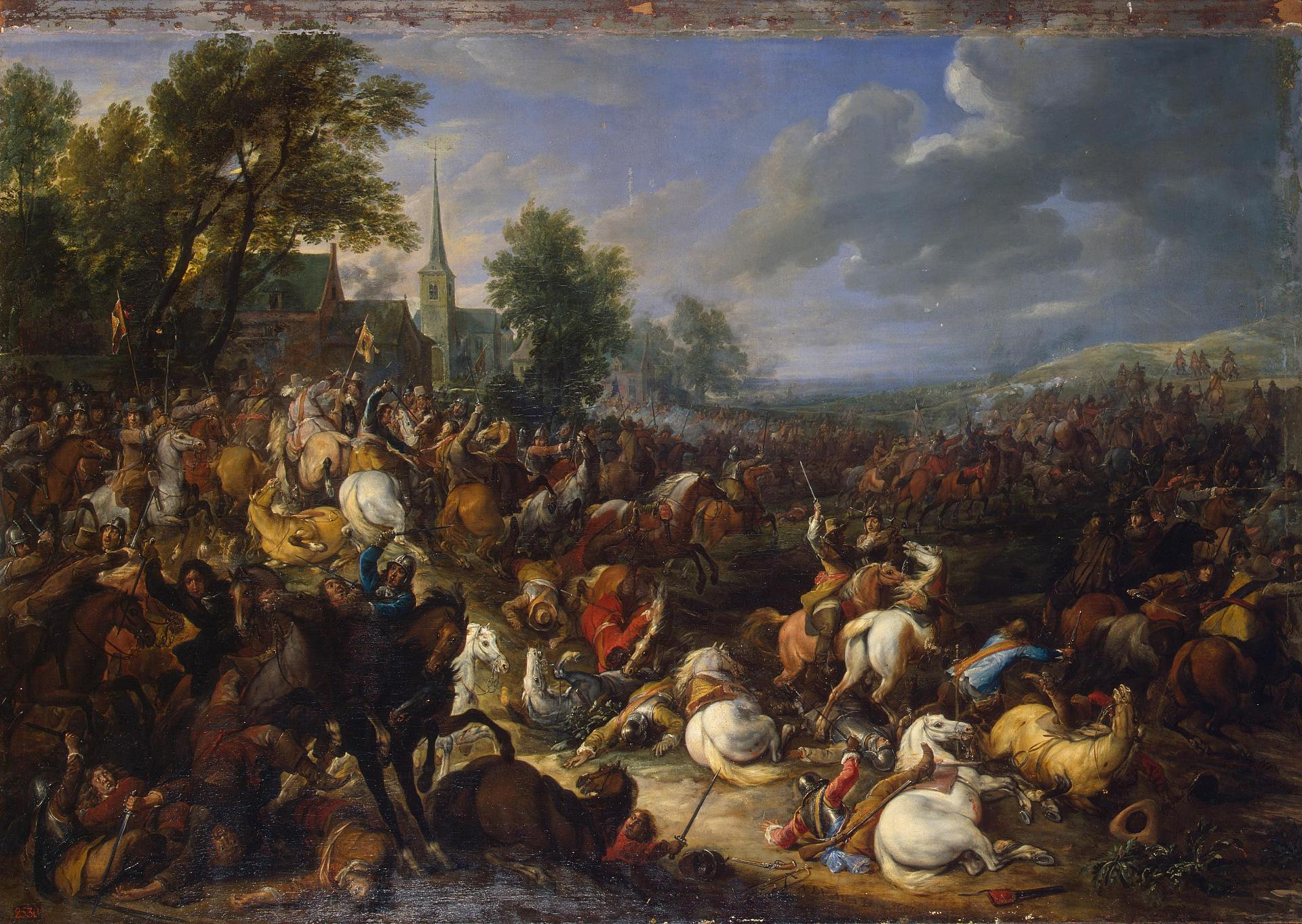
Cavalaria na batalha, 1657

Ele pintou os desenhos para as decorações da Escadaria dos Embaixadores, a grande escada do apartamento do Rei em Versalhes (quatro tapeçarias trompe-l'oeil representando a tomada de várias cidades, de 1677). Em 1679 ele trabalhou nas pinturas de grande escala das Conquistas do Rei (Les conquêtes du Roi), destinado à decoração do Pavilhão Real de Marly em que ele trabalhou até sua morte em 1690. Marly foi uma nova residência de lazer construída para o Rei como uma fantasia arquitetônica, com doze pavilhões pequenos e elegante Pavilhão Real, dispostos em um plano quadrado. Os quatro apartamentos do pavilhão foram separados por vestibulos com apenas duas mesas de mármore com duas grandes pinturas das Conquistas do Rei, de van der Meulen. Van der Meulen foi encarregado por Ana Maria Luíse de Orleães para criar réplicas menores de suas pinturas de conquistas para decorar o Château de Choisy (1680-1688) e depois por Louvois, o Secretário de Guerra do Estado, para decorar o Château de Meudon.
Ele morreu em Paris, em 1690. Após sua morte, selos foram afixados em seu apartamento e estúdio, como tinha sido o caso na morte de Le Brun pouco antes, já que Luís XIV afirmou seu privilégio real. Como Van der Meulen era um pintor comum do Rei e residia na Manufacture des Gobelins, o soberano ordenou a apreensão de uma série de obras, que achou adequado serem devolvidas a ele. Van der Meulen possuía um importante ateliê onde empregava trabalhadores que o ajudavam a completar encomendas de pessoas que não pertenciam à Corte de Luís XIV. Seus alunos e assistentes de oficina incluíram Sauveur Lecomte, Nicolas de Largillière, Jan van Huchtenburg, Jean-Baptiste Martin e François Duchatel.

## Trabalho
Van der Meulen foi um dos principais pintores de batalha de seu tempo. É também conhecido por seus muitos desenhos topográficos, que fez como preparativo para suas peças de batalha. Ele pintou retratos equestres e pintou e desenhou muitos estudos em animais. Suas obras sempre mantiveram seu caráter flamengo em termos de cor, embora seu estilo fosse modificado pelo da escola francesa.
A parte mais importante do trabalho de van der Meulen é composta por cenas de batalha. Seus primeiros trabalhos neste gênero foram de estilo parecido em relação aos de seu mestre Pieter Snayers. Esses primeiros trabalhos da década de 1650 retrataram cenas de cavaleiros de combate. Como Snayers, ele freqüentemente representava uma aldeia sob ataque. Essas obras saboreiam a representação da turbilhão de cavaleiros e cavalos em si, como se fosse uma resposta distante para a Batalha de Anghiari de Leonardo.

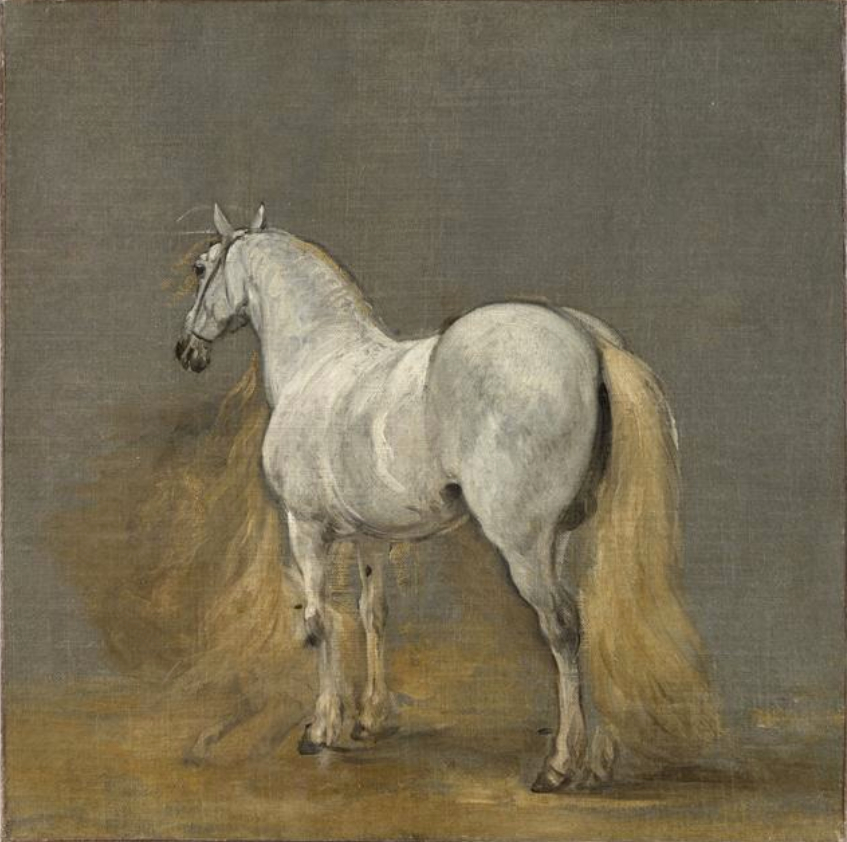
Estudo de um cavalo branco

Depois de se mudar para a França e se tornar o artista de guerra oficial de Luís XIV durante as múltiplas campanhas militares francesas na Europa no final do século 17, van der Meulen desenvolveu uma nova abordagem para suas representações de batalhas. Ele excluiu o horror e a crosta mórbida dos eventos. Ao invés de se concentrar no calor da ação de perto, ele usou o dispositivo de composição de um primeiro plano elevado lotado atrás do qual existe uma larga paisagem panorâmica. Os personagens que o artista pretende dar o papel fundamental na cena são colocados em um monte em primeiro plano, muitas vezes montados a cavalo para dar-lhes mais dignidade. Em um segundo plano tipicamente é representado o movimento suposto das tropas e em um terceiro e último plano o perfil da cidade. A ação é representada em planos recuados acentuados pelas dobras do terreno, a alternância de zonas de sombra e luz e o desvanecimento gradual da luz, que marca uma visão para uma cidade à distância. O uso do mesmo esquema de composição dá uma impressão de unidade a muitas de suas pinturas, pois apenas o perfil da cidade é diferente. A uniformidade dessas composições pode ser explicada pelo uso delas para fins políticos. No entanto, as pinturas do artista sempre foram elogiadas por sua beleza e seu uso para a decoração do Pavilhão Real de Marly, tanto para os vestíbulos quanto para os quartos, mostra a virtude completamente decorativa de suas paisagens animadas e variadas.

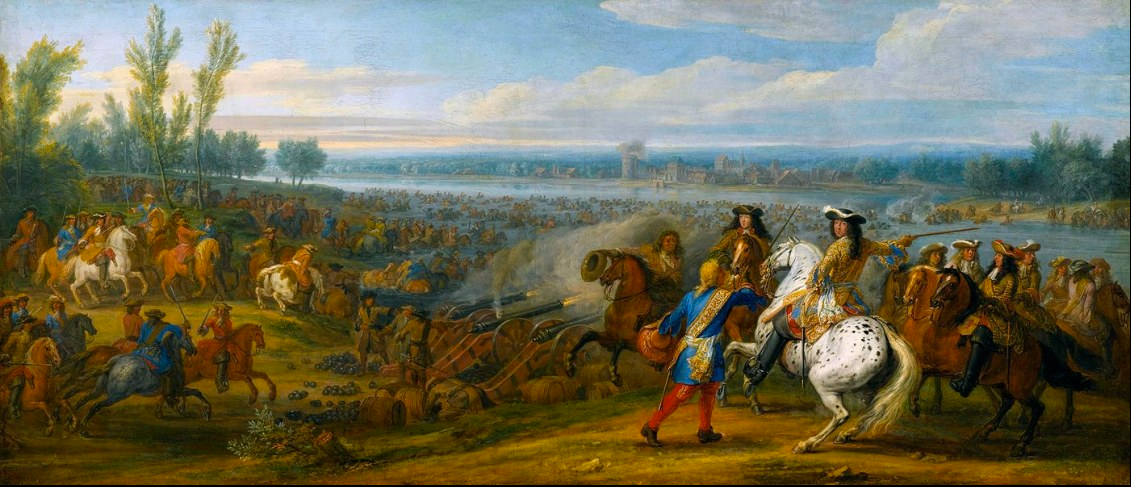
O cruzamento do Reno em 12 de junho de 1672

As características de seu estilo são claramente visíveis no grande ciclo de pinturas das conquistas do Rei, feitas para o Pavilhão Real de Marly. Uma das composições mais populares desta série foi aquela que descreve o cruzamento do Rio Reno em 12 de junho de 1672. Existem muitas versões desta composição, feitas com diferentes níveis de envolvimento de sua oficina (Louvre, Musée des Beaux-Arts de Caen, Musée des Beaux-Arts de Dijon, Rijksmuseum, Museu de Arte de Filadélfia, Palácio de Versalhes, coleções particulares). O evento retratado é o cruzamento do Rio Reno pelas tropas francesas durante a Guerra franco-holandesa. O cruzamento não envolveu nenhum envolvimento militar contra as tropas holandesas e envolveu exclusivamente as tropas francesas, que atravessaram o Reno quando a água estava baixa. No entanto, este evento foi descrito na propaganda francesa contemporânea como uma façanha igual à de Alexandre o Grande e do Imperador Constantino o Grande. As várias representações deturpam, no entanto, a história real do evento. Luís XIV, de fato, não estava presente no cruzamento do Reno, no período ele estava ficando com seu irmão Philippe I, duque de Orléans, no mosteiro de Elterberg. As pinturas de van der Meulen da travessia do Reno, que mostram Luís XIV em primeiro plano comandando as ações são, portanto, uma deturpação consciente da história para propósitos de propaganda.

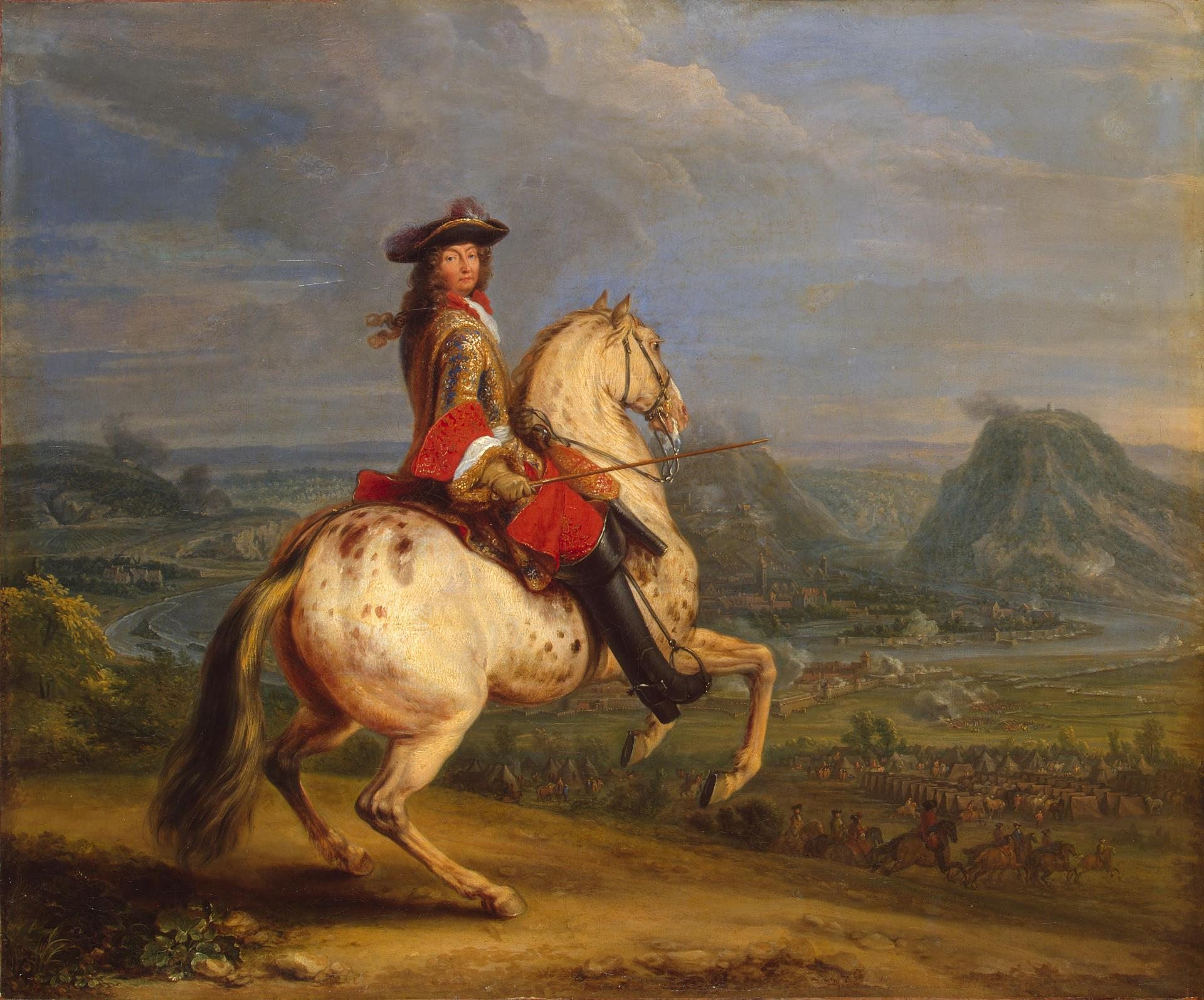
Luís XIV de França no Cerco a Besançon, em 1674.

Na versão no Louvre, van der Meulen colocou Louis XIV no coração do evento, nas imediações do perigo, enfatizando assim a coragem e o poder do rei. O rei sobressai as outras personagens: seu irmão Philippe I, o duque de Orléans e o Grande Condé que planejaram a manobra, estão atrás do soberano. Um propósito propagandístico similar estava presente nas impressões que foram feitas com base nos projetos de van der Meulen. As inscrições embaixo das gravuras feitas das Conquistas do Rei foram escritas por Claude-François Ménestrier, um heráldico jesuíta francê que era assistente da corte real. Essas inscrições invariavelmente destacam o envolvimento direto do rei francês nos eventos gloriosos que são retratados e, portanto, vão além de uma descrição simples dos eventos. É claro que a percepção contemporânea era que essas obras foram feitas para proteger a memória dos feitos militares do rei para a posteridade. O retrato gravado de van der Meulen criado por Pieter van Schuppen após uma pintura de Nicolas de Largillière confirma isso. Sob o retrato do pintor aparece a seguinte inscrição, que não menciona van der Meulen, mas sim fala do rei como pintor: 'C'est de Louis Le Grand le Peintre incomparable, Qui de ses plus beaux faits a peint la verité, Et qui sans le secours des couleurs de la fable, Le Fait Voir ce qu'il est a la Posterité.' ("É de Louis o Grande, o pintor incomparável, que pintou a verdade com seus belos feitos e sem a ajuda das cores das fábulas, mostra o que ele é para a posteridade").
As várias versões retratam o rei na companhia de personagens diferentes, embora sejam colocadas no mesmo lugar na composição. É possível que essas variações sejam feitas a pedido do patrono para quem uma determinada versão foi criada. O ciclo de pinturas feitas para o Royal Pavilion em Marly foi muito bem sucedido. Eles levaram a uma moda de decorar palácios e edifícios públicos com pinturas que representam cenas militares.

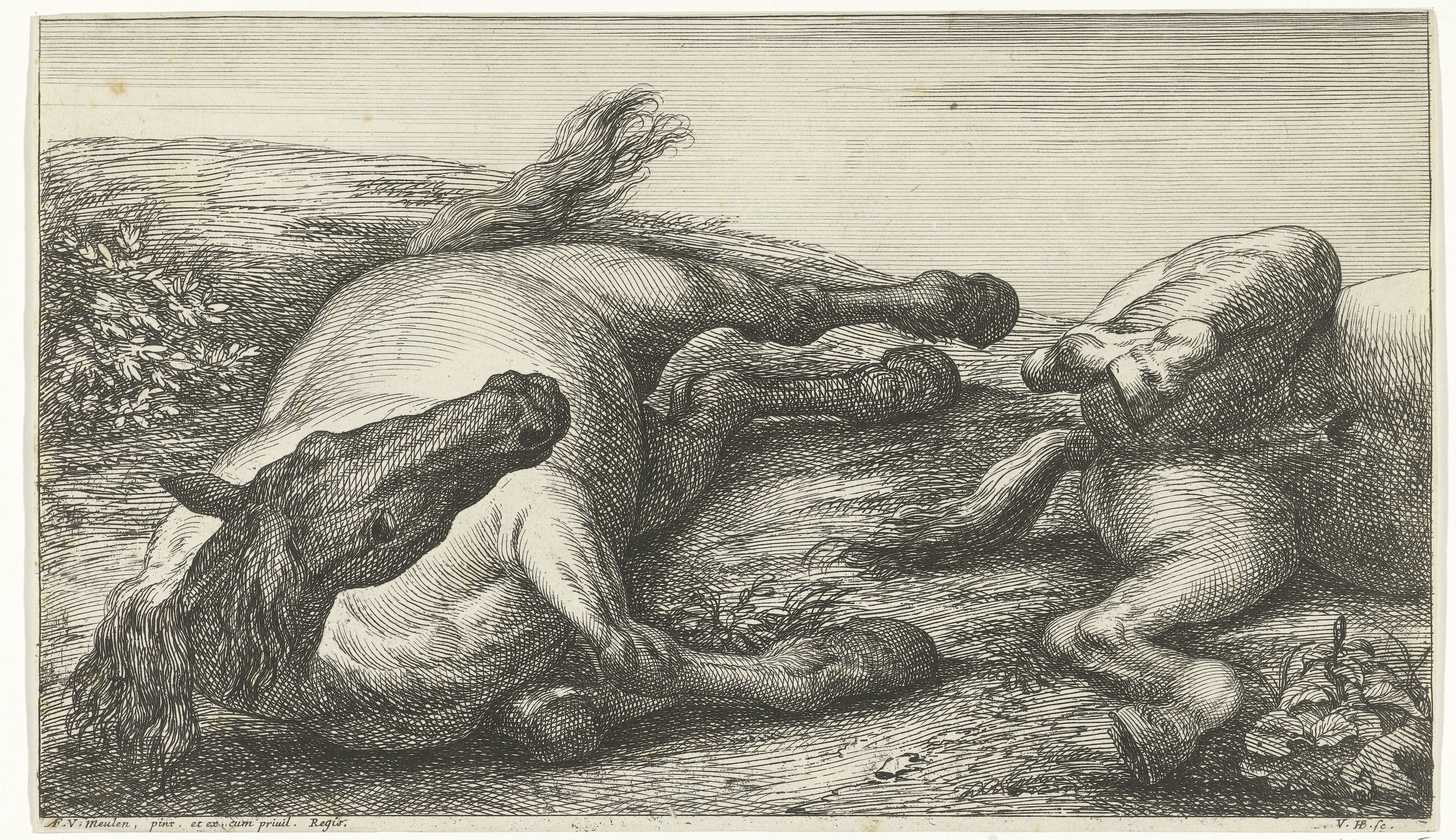
Cavalo deitado no lado direito

O processo em que as grandes composições foram criadas foi estudado por historiadores da arte. Sabe-se que van der Meulen esteve presente em algumas das ações militares que ele retratou. Ele também visitou os locais das ações depois e passou muito tempo fazendo esboços topográficos das paisagens e cidades que foram retratadas em suas cenas de batalha. Ele freqüentemente confiava em outros artistas para ajudar com esses esboços. Ele até usou gravuras de outros artistas como base para suas composições, como no caso de sua pintura do cerco de Utrecht. As vistas de Utrecht na pintura são muito similares às impressões de Utrecht feita pelo pintor holandês Herman Saftleven. Van der Meulen integrou essas visões e perfis em suas vastas composições. Eles também foram usados para o design de tapeçarias, bem como para impressões. Pesquisa mostrou que uma série de gravuras representando as conquistas de Louis XIV foram feitas antes que as pinturas que retratassem as mesmas cenas fossem feitas. Em outras palavras, algumas das impressões eram base para as pinturas posteriores e não o contrário.
Van der Meulen também pintou vários estudos de cavalos. Seus estudos de cavalos constituíram um diretório que o pintor poderia usar em suas composições, além de servir como modelos para seus aprendizes. O gravador holandês Jan van Huchtenburg gravou uma série de seus esboços de cavalos mortos em combate. Van der Meulen desfrutou de grande reputação por sua habilidade em pintar cavalos.

Marcha do Rei acompanhada por seus guardas passando sobre o Pont Neuf na direção do Palácio

Van der Meulen recebeu uma patente real para ter seus desenhos originais gravados e publicados. Ele montou uma equipe de pintores-gravadores para gravar seus projetos. Muitos desses gravadores vieram de Flandres e da República Holandesa como Adriaen Frans Boudewijns, Abraham Genoels, Jan van Huchtenburg e Romeyn de Hooghe. O gravador francês Robert Bonnart treinou com van der Meulen e vendeu impressões em seu nome. Van der Meulen organizou muitos dos seus desenhos e pinturas que representavam paisagens e cenas da vida militar para serem gravadas. Estes foram destinados para uma clientela de clientes particulares.  Ele e depois sua viúva venderam as estampas de seus alojamentos na Manufacture Gobelin. Mais tarde ele contratou editores e comerciantes para distribuir suas impressões.  Em 1670 ele organizou 13 pratos de grande escala que representavam cercos, tomada de cidades e castelos reais para ser executado pelo Gabinete do Rei. Estes foram adquiridos pela Coroa, que os utilizou para fazer impressões que foram publicadas pelo Royal Printing Office para colecionadores em 1679.  O pintor conseguiu vender ao rei, em 1685, impressões tiradas de placas novas e, em seguida, organizou a venda ao público de uma segunda edição de gravuras que representava a série de Conquistas do Rei que ele havia feito para Marly.